# Posterización

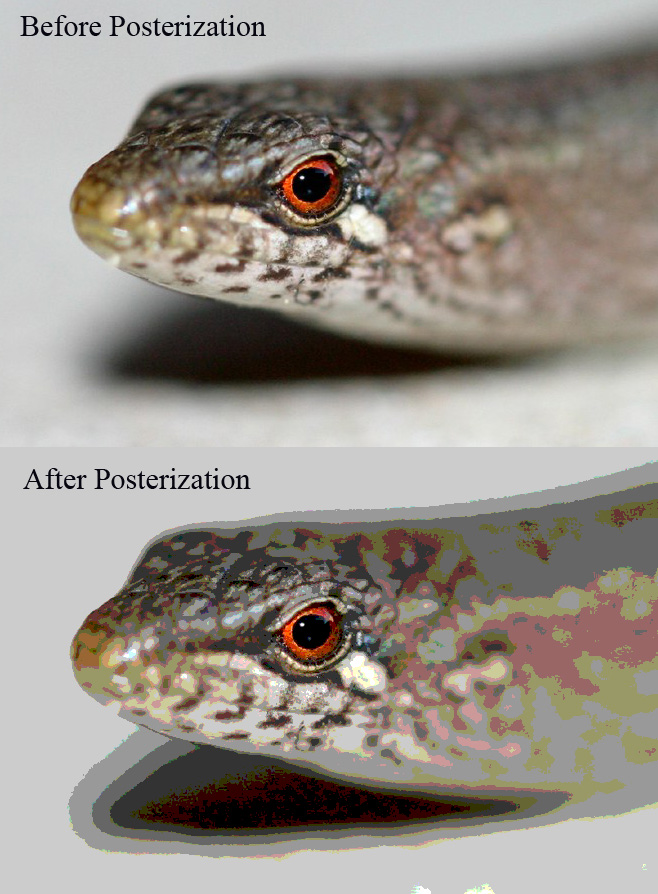
Ejemplo de una fotografía en JPEG antes y después del posterizado, resultado de guardar en formato GIF. La posterización es más evidente en las áreas de variaciones sutiles de color, pero ocurre en toda la imagen.

La posterización o cartelización es la conversión o reproducción de una imagen de tonos continuos para obtener otra imagen en la que sólo hay unos pocos tonos diferenciados y presentando una calidad tipo póster. Este efecto se obtiene fotográficamente o por medios digitales, manipulando la fotografía y especificando un conjunto de pasos o gradientes.
También se la denomina cartelización por su equivalencia con las técnicas antes requeridas para la ejecución de carteles pintados a base de tintas planas.

## Causas
El efecto puede ser creado deliberadamente, o suceder accidentalmente. Para efectos artísticos, la mayoría de programas de edición de imagen proporcionan una herramienta de posterización, o pueden ser utilizados procesos fotográficos. La posterización no deseada, efecto conocido como bandas de color, se puede producir cuando la profundidad de color, a veces llamada profundidad de bits, es insuficiente para representar con precisión una gradación continua de tono de color. Como resultado de ello, un gradiente continuo aparece como una serie de pasos discretos o bandas de color - de ahí el nombre. Cuando se habla de pantallas de píxeles fijos, tales como televisores LCD y de plasma, este efecto se conoce como falso contorneo. El resultado puede ser agravado por una ilusión óptica, llamada la ilusión de las bandas de Mach, en el que cada parte parece tener un gradiente de intensidad en la dirección opuesta a la del gradiente general. Este problema se puede resolver, en parte, empleando el tramado.

## Proceso fotográfico
La posterización es un proceso en el desarrollo fotográfico que convierte fotografías normales en una imagen con diferentes áreas planas de diferentes tonos o colores. Una imagen posterizada menudo tiene el mismo aspecto general, pero porciones de la imagen original que presentaban transiciones graduales se sustituyen por cambios abruptos en la sombra y la gradación de un área de tono a otro. La Impresión de la posterización de blanco y negro requiere separaciones de densidad, que uno, entonces imprime en la misma hoja de papel para crear la imagen completa. Las separaciones pueden ser hechas por densidad o color , usando diferentes exposiciones. Las separaciones de densidad se pueden crear mediante la impresión de tres copias de la misma imagen, cada una con un tiempo de exposición diferente que se combinarán para conseguir la imagen final.

## Aplicaciones
Típicamente, la posterización utiliza para trazar las curvas de nivel y la vectorización de imágenes fotorrealistas . Este proceso de rastreo comienza con un bit por canal y avanza hacia 4 bits por canal. Como los bits por canal aumentan, el número de niveles de luminosidad que un color puede mostrar también aumentan. Un artista visual, al encontrarse con un line art dañado por la compresión JPEG, puede considerar posterizar la imagen como un primer paso para eliminar artefactos en los bordes de la imagen.

## Posterización temporal
Posterización temporal es el efecto visual de reducir el número de fotogramas de vídeo, aunque no la reducción de la velocidad a la que realmente se reproduce. Esto se compara con la posterización regular, donde se reduce el número de variaciones de color individuales, mientras que el rango general de los colores no lo hace. El efecto de movimiento es similar al efecto de una luz estroboscópica intermitente, pero sin el contraste de claro y oscuro. A diferencia de un telecinado, los fotogramas no utilizados simplemente se desechan, y se pretende que sea aparente (se usa más tiempo que la persistencia de la visión que los vídeos y las películas normalmente necesitan). Un GIF animado a menudo se ve posterizado debido a su normalmente baja velocidad de fotogramas. Más formalmente, esto se hace disminuyendo la frecuencia de muestreo en la dimensión de tiempo, ya que se está reduciendo la resolución (precisión de la entrada), no la tasa de bits (precisión de la salida, como en la posterización). El movimiento resultante es una forma temporal de dientes de sierra; formalmente, una forma de aliasing. Este efecto puede ser la intención, pero para reducir la tasa de fotogramas sin introducir este efecto, uno puede utilizar temporalmente el suavizado, que produce desenfoque del movimiento.
Comparar con el estiramiento de tiempo, que añade fotogramas.
- Datos: Q582035
- Multimedia: Posterization / Q582035